# گزیفوئیدینیا
گزیفوئیدینیا (به لاتین: Xiphodynia) یا گزیفوئیدالژیا (به لاتین: Xiphoidalgia) یک نشانگان اسکلتی ماهیچه‌ای نادر است که شامل درد و حساسیت در ناحیه جناغ و ناشی از التهاب محل اتصال میان جناغ و زائده خنجری است.

## نشانه‌ها
نشانه‌های این بیماری شامل موارد زیر است:
- درد قفسه‌سینه و ناحیه قلب
- درد شکمی
- تهوع، بالا آوردن و اسهال
- پخش‌شدن درد به پشت، گردن، شانه‌ها، بازوها و دیواره قفسه سینه[۲]